# مالک بن دلهم
مالک بن دلهم (عربی: مالك بن دلهم الكلبي) فرمانروای مصر در دوران خلافت عباسی بود.